# Liste der Pfarren im Dekanat Leibnitz
Das Dekanat Leibnitz war ein Dekanat der römisch-katholischen Diözese Graz-Seckau.

## Pfarren mit Kirchengebäuden
| Pfarre                        | Pfarrverband                                             | Patrozinium                        | Kirchengebäude                                                                            | Bild                                |
| ----------------------------- | -------------------------------------------------------- | ---------------------------------- | ----------------------------------------------------------------------------------------- | ----------------------------------- |
| Arnfels                       | Leutschach - Arnfels                                     | Mariä Geburt                       | Pfarrkirche Arnfels                                                                       | Pfarrkirche Arnfels                 |
| Ehrenhausen                   | Gamlitz - Ehrenhausen - Spielfeld                        | Schmerzhafte Muttergottes          | Pfarr- und Wallfahrtskirche Ehrenhausen                                                   | Wallfahrtskirche Ehrenhausen        |
| Gabersdorf                    |                                                          | Hl. Leonhard                       | Pfarrkirche Gabersdorf                                                                    | Pfarrkirche Gabersdorf              |
| Gamlitz                       | Gamlitz - Ehrenhausen - Spielfeld                        | Hll. Petrus und Paulus             | Pfarrkirche Gamlitz                                                                       | Pfarrkirche Gamlitz                 |
| Heimschuh                     | Heimschuh - St. Nikolai im Sausal                        | Hl. Sigismund                      | Pfarrkirche Heimschuh                                                                     | Pfarrkirche Heimschuh               |
| Hengsberg                     |                                                          | Hl. Laurentius                     | Pfarrkirche Hengsberg                                                                     | Pfarrkirche Hengsberg               |
| Jagerberg                     | Jagerberg - Mettersdorf - St. Nikolai ob Draßling        | Hl. Andreas                        | Pfarrkirche Jagerberg                                                                     | Pfarrkirche Jagerberg               |
| Kitzeck im Sausal             |                                                          | Schmerzhafte Muttergottes          | Pfarrkirche Kitzeck im Sausal                                                             | Pfarrkirche Kitzeck                 |
| Großklein                     |                                                          | Hl. Georg                          | Pfarrkirche Großklein                                                                     | Pfarrkirche Großklein               |
| Lang                          | St. Margarethen bei Lebring - Lang                       | Hl. Matthäus                       | Pfarrkirche Lang                                                                          | Pfarrkirche Lang                    |
| Leibnitz                      |                                                          | Hl. Jakobus der Ältere             | Stadtpfarrkirche Leibnitz Wallfahrtskirche am Frauenberg bei Leibnitz                     | Pfarrkirche Leibnitz                |
| Leutschach                    | Leutschach - Arnfels                                     | Hl. Nikolaus                       | Pfarrkirche Leutschach                                                                    | Pfarrkirche Leutschach              |
| Mettersdorf am Saßbach        | Jagerberg - Mettersdorf - St. Nikolai ob Draßling        | Hlgst. Herz Jesu                   | Pfarrkirche Mettersdorf                                                                   | Pfarrkirche Mettersdorf             |
| Oberhaag                      | St. Johann im Saggautale - Oberhaag                      | Maria von der immerwährenden Hilfe | Pfarrkirche Oberhaag                                                                      | Pfarrkirche Oberhaag                |
| Spielfeld                     | Gamlitz - Ehrenhausen - Spielfeld                        | Hl. Michael                        | Pfarrkirche Spielfeld                                                                     | Pfarrkirche Spielfeld               |
| Sankt Georgen an der Stiefing | St. Georgen an der Stiefing - Wolfsberg im Schwarzautale | Hl. Georg                          | Pfarrkirche St. Georgen an der Stiefing                                                   | Pfarrkirche Stiefing                |
| Sankt Johann im Saggautal     | St. Johann im Saggautale - Oberhaag                      | Hl. Johannes der Täufer            | Pfarrkirche St. Johann im Saggautal                                                       | Pfarrkirche St. Johann              |
| Sankt Margarethen bei Lebring | St. Margarethen bei Lebring - Lang                       | Hl. Margareta                      | Pfarrkirche St. Margarethen bei Lebring                                                   | Pfarrkirche St. Margarethen         |
| Sankt Nikolai im Sausal       | Heimschuh - St. Nikolai im Sausal                        | Hl. Nikolaus                       | Pfarrkirche St. Nikolai im Sausal                                                         | Pfarrkirche St. Nikolai im Sausal   |
| Sankt Nikolai ob Draßling     | Jagerberg - Mettersdorf - St. Nikolai ob Draßling        | Hl. Nikolaus                       | Pfarrkirche St. Nikolai ob Draßling                                                       | Pfarrkirche St. Nikolai ob Draßling |
| Straß in Steiermark           |                                                          | Mariä Verkündigung                 | Pfarrkirche Straß in Steiermark                                                           | Pfarrkirche Straß                   |
| Sankt Veit am Vogau           |                                                          | Hl. Veit                           | Pfarrkirche St. Veit am Vogau Schlosskapelle hl. Katharina im Schloss Weinburg am Saßbach | Pfarrkirche St. Veit                |
| Wagna                         |                                                          | Auferstehung Jesu Christi          | Pfarrkirche Wagna                                                                         | Pfarrkirche Wagna                   |
| Wildon                        |                                                          | Hl. Magdalena                      | Pfarrkirche Wildon                                                                        | Pfarrkirche Wildon                  |
| Wolfsberg im Schwarzautal     | St. Georgen an der Stiefing - Wolfsberg im Schwarzautale | Hl. Dionysius                      | Pfarrkirche Wolfsberg im Schwarzautal                                                     | Pfarrkirche Wolfsberg               |

## Dekanat Leibnitz
Das Dekanat umfasste 25 Pfarren.

## Dechanten
- bis 2015 Wolfgang Koschat, Pfarrer in Jagerberg, Mettersdorf, Wolfsberg im Schwarzautale, St. Nikolai ob Draßling[1]
- seit 2016 Anton Neger, Pfarrer in Leibnitz und Wagna[2]